# ミラグロス・モイ
ミラグロス・モイ（Milagros Alicia Moy Alvarado、女性、1975年10月17日 - ）は、ペルーの元バレーボール選手。リマ出身。元ペルー代表。

## 来歴
アトランタ五輪、シドニー五輪と2度オリンピック出場を果たした。1999年のワールドカップ、2006年の世界選手権などにも出場した。2005年の南米選手権でベストレシーバー賞を受賞した。

## 球歴
- オリンピック - 1996年、2000年
- ワールドカップ - 1999年、2007年
- 世界選手権 - 2006年

## 受賞歴
- 2005年 南米選手権 ベストレシーバー賞

## 所属クラブ
- Preca Cislago（1996-1997年）
- Jogging Volley Altamura（1999-2000年）
- CV  Benidorm（2001-2003年）
- CV  Albacete（2003-2006年）
- CV Las Palmas（2006-2008年）
- Rote Raben Vilsbiburg（2008-2009年）
- CV Ciutadella（2009-2010年）
- Florens Volley Castellana Grotte（2010-2011年）
- Loreto Femminile（2011-2012年）
- CV Universidad César Vallejo（2012-2015年）
- Regatas Lima（2015-2017年）
- Cristal - Bancoper（2017-2020年）